# Kingston by Sea
Pour les articles homonymes, voir Kingston.
Kingston by Sea (aussi connu sous le nom de Kingston Buccii) est une localité du district d'Adur dans le Sussex de l'Ouest en Angleterre. Elle se situe à l'ouest de Southwick et au nord de la rivière Adur et de Shoreham-by-Sea.
La localité ne doit pas être confondue avec Kingston by Ferring dans le district d'Arun, plus à l'ouest.